# Jakub Šaur
Jakub Šaur (ur. 27 maja 1992 w Brnie) – czeski hokeista.

## Kariera
- HC Slezan Opava (2008–2009)
- Tappara U18 (2009–2010)
- Orli Znojmo U20 (2010–2011)
  -  Orli Znojmo (2010/2011)
- HC Ołomuniec U20 (2011–2012)
- HC Breclav (2012–2014)
  -  SK Horácká Slavia Třebíč (2014–2016)
  -  PSG Zlín (2014/2015)
  -  HC Moravské Budějovice 2005 (2014/2015)
  -  HC Lední medvědi Pelhřimov (2015/2016)
- Unia Oświęcim (2016–2020)
- Cracovia (2019–2023)
- Zagłębie Sosnowiec (2023–2025)

Wychowanek HC Slezan Opava. Przez rok rozwijał karierę w juniorskim zespole fińskiego klubu Tappara Tampere. Potem grał w drużynach czeskich. W 2016 został zakontraktowany przez Unię Oświęcim z Polskiej Hokej Lidze. W maju 2020 został zaangażowany przez Comarch Cracovię. Wiosną 2021 przedłużył tam kontrakt. Od lipca 2023 w Zagłębiu Sosnowiec. Po sezonie 2024/2025 jego kontrakt z tym klubem został rozwiązany.

## Sukcesy
Klubowe
- Złoty medal mistrzostw Czech do lat 20: z Orli Znojmo U20
- Finał Pucharu Polski: 2019 z Unią Oświęcim
- Srebrny medal mistrzostw Polski: 2020[7] z Unią Oświęcim, 2021 z Cracovią
- Puchar Polski: 2021 z Cracovią